# Parásito intracelular

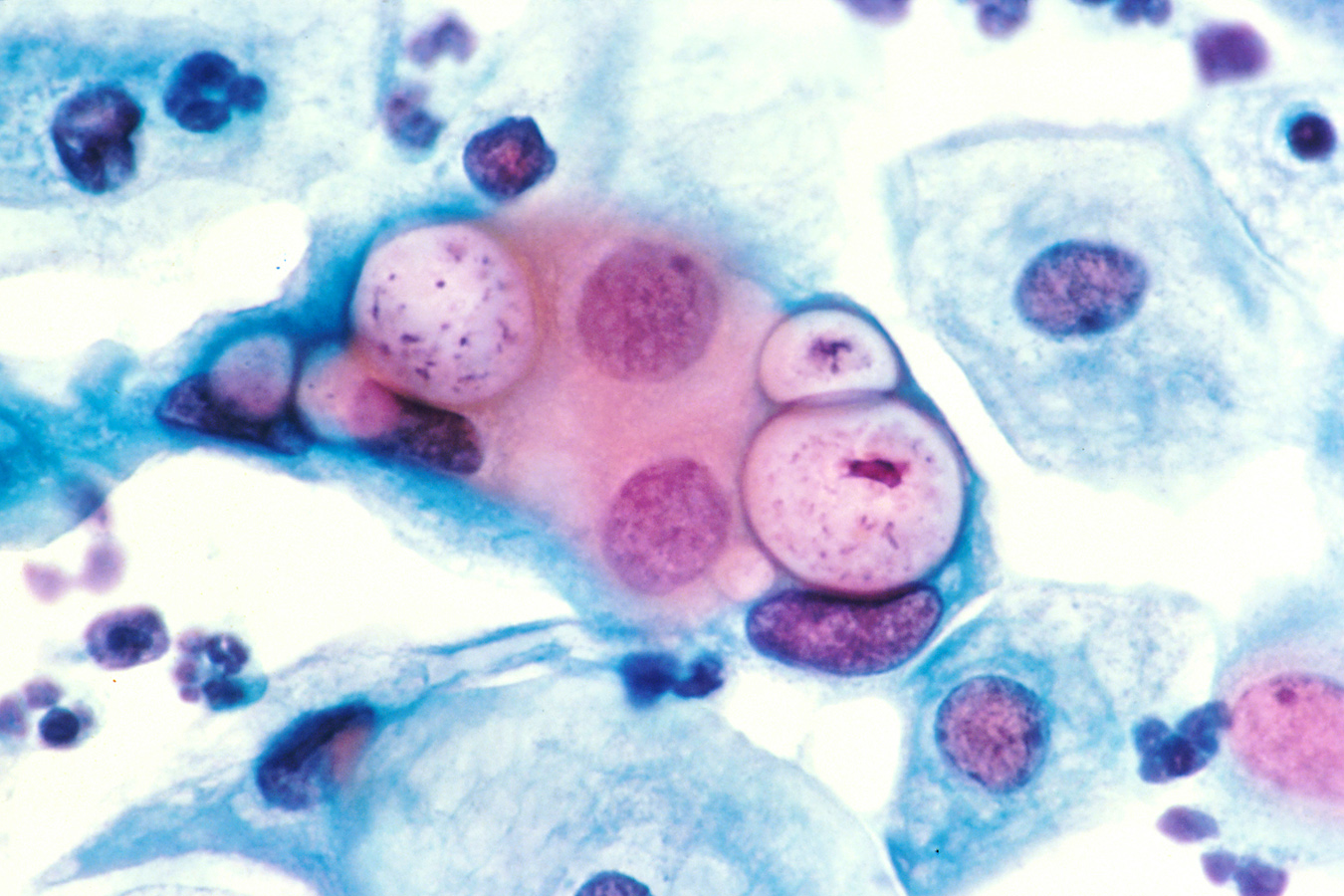
Frotis para el test de Papanicolaou humano que muestra clamidia en las vacuolas a 500x y teñido con H&E.

Los parásitos intracelulares son microparásitos que son capaces de crecer y reproducirse dentro de las células de un huésped.

## Tipos de parásitos
Hay dos tipos principales de parásitos intracelulares: facultativos y obligados.
Los parásitos intracelulares facultativos son capaces de vivir y reproducirse dentro o fuera de las células huésped. Los parásitos intracelulares obligados, por otro lado, necesitan una célula huésped para vivir y reproducirse. Muchos de estos tipos de células requieren tipos de hospedadores especializados y la invasión de las células hospedadoras se produce de diferentes formas.

### Facultativos
Los parásitos intracelulares facultativos son capaces de vivir y reproducirse dentro o fuera de las células.
Los ejemplos bacterianos incluyen:
- Bartonella henselae [1]
- Francisella tularensis
- Listeria monocytogenes [2]
- Salmonella Typhi[3]
- Brucella
- Legionella
- Mycobacterium
- Nocardia
- Neisseria
- Rhodococcus equi [4]
- Yersinia
- Staphylococcus aureus [5]

Los ejemplos de hongos incluyen:
- Histoplasma capsulatum [6]
- Cryptococcus neoformans [7]

### Obligados
Los parásitos intracelulares obligados no pueden reproducirse fuera de su célula huésped, lo que significa que la reproducción del parásito depende por completo de los recursos intracelulares.
Los parásitos intracelulares obligatorios de los seres humanos incluyen:
- Virus
- Ciertas bacterias, que incluyen:
  - Clamidia y especies estrechamente relacionadas[8]
  - Rickettsia
  - Coxiella
  - Ciertas especies de Mycobacterium como Mycobacterium leprae
- Ciertos protozoos, que incluyen:
  - Apicomplexanos (Plasmodium spp., Toxoplasma gondii y Cryptosporidium parvum[9])
  - Tripanosomátidos (Leishmania spp. y Trypanosoma cruzi)
- Ciertos hongos
  - Pneumocystis jirovecii/Pneumocystis carinii[10]
    - Microsporidios como Nosema bombycis, Nosema algerae/Brachiola algerae/Anncaliia algerae

Encephalitozoon helem, Vairimorpha necathrix
Las mitocondrias en las células eucariotas también pueden haber sido originalmente tales parásitos, pero terminaron formando una relación mutualista (teoría endosimbiótica).
El estudio de patógenos obligados es difícil porque normalmente no se pueden reproducir fuera del hospedador. Sin embargo, en 2009 los científicos informaron sobre una técnica que permite que el patógeno de la fiebre Q Coxiella burnetii crezca en un cultivo axénico y sugirieron que la técnica puede ser útil para el estudio de otros patógenos.

## Invasión
Cuando un parásito intracelular ingresa a una célula huésped, se trata especialmente del tipo de célula huésped. Esto se debe a que la mayoría de los parásitos intracelulares pueden infectar algunos tipos de células diferentes. La entrada de estas células huésped diferirá entre parásitos intracelulares. No todos los parásitos intracelulares entrarán en una célula de la misma manera.

- Algunos trabajarán con componentes específicos en o sobre la célula huésped, un ejemplo es Trypanosoma cruzi. Este parásito se adherirá a la célula huésped mientras aumenta el calcio intracelular, que a su vez interrumpe la actina en el sitio de unión, haciendo que la célula huésped cree una barrera lisosomal alrededor de la rotura. El parásito aprovechará esta membrana y producirá una vacuola en la célula huésped.
- Otros parásitos intracelulares han desarrollado formas de entrar en una célula huésped que no requieren un componente o acción específicos desde dentro de la célula huésped. Un ejemplo de esto es que algunos parásitos intracelulares utilizan un método llamado motilidad deslizante. Este es el uso de un motor de actina-miosina que está conectado al citoesqueleto de los parásitos intracelulares.
- Un tercer tipo de mecanismo es la inoculación infectante por medio de estructuras específicas especializadas como el Tubo polar de los microsporidios.

## Nutrición
La mayoría de los parásitos intracelulares deben mantener vivas las células huésped el mayor tiempo posible mientras se reproducen y crecen. Para crecer, necesitan nutrientes que pueden ser escasos en su forma libre en la célula. Para estudiar el mecanismo que utilizan los parásitos intracelulares para obtener nutrientes, se ha utilizado como modelo Legionella pneumophila, un parásito intracelular facultativo. Se sabe que Legionella pneumophila obtiene nutrientes promoviendo la degradación proteasomal del huésped. La autodegradación de las proteínas del huésped en aminoácidos proporciona al parásito su fuente primaria de carbono y energía.

## Susceptibilidad
Las personas con deficiencias de células T son particularmente susceptibles a los patógenos intracelulares.